# Diario de Jerez
El Diario de Jerez es un periódico español fundado en abril de 1984, en Jerez de la Frontera (Cádiz) , siendo la segunda cabecera del Grupo Joly, tras el Diario de Cádiz. El diario suele ir acompañado de suplementos semanales dedicados a los temas sociales, sobre todo a lo referido con la ciudad de Jerez.

## Historia
Este periódico, de publicación diaria, llegó a Jerez impulsado por los editores José y Federico Joly Höhr, con la intención de revolucionar el mercado periodístico de la ciudad. Hasta entonces el monopolio había estado ejercido por el diario La Voz del Sur, surgido durante la Dictadura franquista y propiedad de la Cadena de Prensa del Movimiento. En 1984 La Voz del Sur desapareció, momento que coincidió con la aparición del Diario de Jerez, que ocupó el espacio del desaparecido periódico, siendo su primer número publicado el día 8 de abril de 1984.
Por ello, el diario no tardó en convertirse en el principal periódico de la ciudad, con una gran acogida ciudadana. En los últimos años ha alternado su existencia en Jerez con su rival, La Voz de Jerez, del grupo Vocento, hasta la clausura de este diario en 2012. Para 2010 el Diario de Jerez tenía una difusión de 7.450 ejemplares según estimaciones de la OJD.